# Luis Amaranto Perea
Luis Amaranto Perea, mais conhecido como Perea, (Turbo, 30 de janeiro de 1979) é um ex-futebolista colombiano que atuava como zagueiro. Atualmente é técnico do Atlético Junior.
Ele jogou a maior parte de sua carreira sénior com o Atlético de Madrid, aparecendo em quase 350 jogos oficiais ao longo de oito La Liga temporadas.

## Carreira
Nascido em Turbo, Perea iniciou sua carreira profissional com o Independiente Medellín, movendo-se em 2003 para a Argentina com o Club Atlético Boca Juniors, com quem ele venceu a Copa Intercontinental em 2003.
Em junho de 2004, Perea assinou com o Atlético de Madrid, em um contrato de quatro anos, como outro zagueiro, Pablo Ibáñez, também chegou nessa temporada. Ambos eram os iniciantes como os colchoneros voltaram a UEFA Champions League em 2008-09, após uma ausência de 12 anos, com Perea aparecendo em 30 liga partidas, após a temporada começou, ele recebeu o passaporte espanhol.
Após a assinatura do ACF Fiorentina de Ujfaluši Tomáš para a campanha de 2008-09, Perea viu algum tempo adicional como zagueiro direito, mas acabou perdendo o lugar para outro recém-assinado, holandês John Heitinga. De 2009-11, com o último partiu para o Everton, ele conseguiu aparecer em 56 jogos da liga para o clube, com a UEFA Europa League de qualificação em sua segunda temporada depois de um sétimo lugar.
Em 29 de Setembro de 2011, após uma aparência Liga Europa contra o Stade Rennais FC, Perea se tornou o jogador estrangeiro com mais aparições oficiais para o Atlético Madrid, com 289, superando argentino Jorge Griffa. Ele deixou o clube no final de 2011-12 em 33 anos de idade, depois de ter contribuído com 34 jogos da liga, enquanto o clube venceu a competição neste último campeonato.

## Seleção Colombiana
A Seleção colombiana desde 10 de setembro de 2003, em uma derrota por 0-4 para a Bolívia para a Eliminatórias da Copa do Mundo de 2006, Perea jogou pela seleção em 2007 e Copa América 2011.
Ele foi nomeado capitão da equipe nacional antes da Eliminatórias da Copa do Mundo de 2014 contra a Bolívia, em La Paz, em uma vitória por 2 a 1.
Em 14 de novembro de 2012, Perea não foi incluido para a partida contra o Brasil, para a marcação de Neymar. Seu substituto foi Aquivaldo Mosquera.

## Títulos
Independiente Medellín
- Torneo Finalización: 2002

Boca Juniors
- Primeira Divisão da Argentina: 2003-04
- Copa Intercontinental: 2003

Atlético de Madrid
- Liga Europa da UEFA: 2009-10, 2011-12
- Supercopa Europeia: 2010
- Copa Intertoto da UEFA: 2007

Cruz Azul
- Copa MX: 2013